# أحمد الشيخ (لاعب كرة قدم، مواليد 1990)
أحمد الشيخ لاعب كرة قدم مصري، من ناشئي الزمالك وطنطا ، ويلعب حاليًا لنادي مصر في مركز الجناح الأيسر.

## مسيرته الكروية

### بداياته
بدأ الكرة في مركز شباب شوبر، ثم شارك في اختبارات نادي طنطا للناشئين عام 2001 ، 2002 ولم يُقبل، ثم شارك في اختبارات نادي الزمالك عام 2003 وقُبِل وتم قيده في القائمة، ثم ترك نادي الزمالك عام 2005 ، وكانت وجهته هي اللعب لفريق المقاولون ولكن منعه من هذا عدم وجود فريق كرة في ذلك الوقت لمواليده، ولكن قناعة المشرف على الكرة بنادي المقاولون الكابتن مصطفي قرني جعلته يساعده بالانضمام لنادي طنطا بعدما أكد للكابتن علاء فتح الله مدرب فريق 17 سنة بطنطا وقتها على موهبته.

### نادي طنطا
بعد مرور عامين وبالتحديد عام 2007 ، 2008 تم تصعيده للفريق الأول من قبل المدير الفني حينها الكابتن خالد القماش ، ثم رحل ليشرفه التدريب أيضًا مع الكابتن أشرف قاسم والكابتن رضا عبد العال ، ولعب مع طنطا عديد من المواسم في دوري الدرجة الثانية ، وشارك أيضًا مع الفريق في بطولة كأس مصر.

قبل بداية موسم الصعود تلقى عرضًا من نادي المصري الذي قام بإرسال فاكس لنادي طنطا يعرض فيه دفع 200 ألف جنيه للاستغناء عنه، ولكن قام النادي بالرد علي المصري بفاكس يعلن فيه الرفض لضعف المقابل المادي، فقام المصري بإرسال فاكس آخر بــ 300 ألف جنيه وكان مصيره كالسابق بالرفض، فقام بالاتصال بالأستاذ فايز عريبي رئيس نادي طنطا مطالبه بالسماح له بالرحيل من أجل تأمين مستقبله، فقال له: ما دامت رغبتك في الرحيل فلن أمنعك، وطلب منه أن يجعل رئيس النادي المصري ياسر يحيى أن يكلمه، وبالفعل قام رئيس المصري بالاتصال به وطلب منه شرائه مع إعطاء وعد بإعطاء طنطا ما تريد من لاعبين ناشئين، وطلب رئيس نادي طنطا نصف مليون جنيه، فوافق رئيس نادي المصري ولكن طالب منه دفع 300 ألف و200 ألف جنيه بعد أربعة شهور، ووافق أحمد الشيخ على تحمل الــ 200 ألف جنيه من قيمة عقده البالغ 600 ألف جنيه في النادي المصري، فقام عريبي برفض العرض مطالبًا بالحصول على كامل المبلغ، وبعدها رحل رئيس المصري وتبخرت أحلامه في اللعب بالممتاز، فحمد الله وقال أنه ليس رزقه وأكمل طريقه مع الفريق حتى الصعود.

بعد صعود طنطا كان عقده قد انتهى وطالب من الإدارة رفع قيمة عقده لرقم هو ليس فوق إمكانيات النادي بل هو رقم يحصل عليه بعض اللاعبين في الدوري الممتاز ب، وبالرغم أنه قد تلقى 3 عروض من الدوري الممتاز من أندية بتروجيت والمصري والاتحاد السكندري بأرقام أعلى بكثير مما طلبه في طنطا وذلك لحبه للتواجد مع فريق بلده، ولكن الإدارة رفضت وطالبته بالتوقيع على بياض وعدم التفاوض في الأمور المالية، فجعلته المسئولية الملقاة على عاتقه ورغبته في تأمين مستقبل أسرته في التوقيع للاتحاد السكندري.

### نادي الاتحاد السكندري
رحل في ظروف غامضة بعد الصعود مباشرة لفريق الاتحاد في صفقة انتقال حر، وهذا ما قسَّم الجماهير لنصفين: نصف حزين من الإدارة ويحملهم مسئولية رحيله والنصف الآخر يتهم الشيخ بالتخلي عن النادي، ولكنه سعد كثيرًا لأنه كان السبب في رسم البسمة على وجوه الجماهير وتحقيق حلم الصعود، وكان سببًا في المحافظة على مجهود المجلس والجهاز واللاعبين طوال العام، وانضم الشيخ لزعيم الثغر لمدة 4 مواسم على أن يحصل في أول موسم على 200 ألف جنيه، على أن تزيد كل موسم 100 ألف جنيه، ليحصل في الموسم الثاني على 300 ألف جنيه، والثالث 400 ألف جنيه، والرابع 500 ألف جنيه.

### طلائع الجيش
في 9 مايو 2017 اتفق نادي الاتحاد السكندري مع نادي طلائع الجيش على إعارته لمدة موسمين.

### حرس الحدود
في 27 مايو 2018 انتقل لنادي حرس الحدود لمدة موسم في صفقة انتقال حر ؛ حيث أنه لم يشارك مع الفريق العسكرى بشكل منتظم.

### على المستوى الشخصي
له صلة بالعديد من اللاعبين الذين كانوا معه في نادي طنطا، منهم: محمد خفاجة ، ومحمود غالي ، وياسر حلمي ، وجلال العقدة ، ويطمح في أن يظهر بمستوى متميز وأن يقدم كرة قدم ممتعة للجماهير ويشارك زملائه في تحقيق بطولة للنادي وأن يكون الاتحاد بوابته للانضمام لمنتخب مصر، ويعتبر مثله الأعلى العميد الكابتن أحمد حسن.

## إحصائيات مشاركاته
آخر تحديث في 23 يوليو 2018

### مع الأندية
| الفريق           | الموسم    | الدوري  | الدوري | الكأس[1] | الكأس[1] | البطولات القارية | البطولات القارية | الإجمالي | الإجمالي |
| الفريق           | الموسم    | مشاركات | أهداف  | مشاركات  | أهداف    | مشاركات          | أهداف            | مشاركات  | أهداف    |
| ---------------- | --------- | ------- | ------ | -------- | -------- | ---------------- | ---------------- | -------- | -------- |
| الاتحاد السكندري | 2016–2017 | 18      | 3      | 2        | 0        | —                | —                | 20       | 3        |
| الاتحاد السكندري | الإجمالي  | 18      | 3      | 2        | 0        | —                | —                | 20       | 3        |
| طلائع الجيش      | 2017–2018 | 10      | 0      | 0        | 0        | —                | —                | 10       | 0        |
| طلائع الجيش      | الإجمالي  | 10      | 0      | 0        | 0        | —                | —                | 10       | 0        |

## روابط خارجية
- أحمد الشيخ على موقع Soccerway.com (الإنجليزية)